# Lepton
În fizică, numele lepton desemnează o particulă de spin 1/2 (fiind un fermion) care nu se supune forței nucleare tari. Leptonii formează o familie separată de particule elementare, care este distinctă față de familia quarcurilor.